# إيفي وينغو
إيفي وينغو (بالإنجليزية: Ivey Wingo)‏ هو لاعب كرة قاعدة أمريكي، ولد في 8 يوليو 1890 في غينسفيل في الولايات المتحدة، وتوفي في 1 مارس 1941 في نوركروس في الولايات المتحدة.

## وصلات خارجية
- إيفي وينغو على موقعبيزبول رفرنس.كوم (الدوري الرئيسي) (الإنجليزية)
- إيفي وينغو على موقعبيزبول رفرنس.كوم (الدوري الثانوي) (الإنجليزية)
- إيفي وينغو على موقع جمعية أبحاث البيسبول الأمريكية (الإنجليزية)
- إيفي وينغو على موقع قاعة جورجيا للمشاهير الرياضية (مؤرشف) (الإنجليزية)